# Theodor Duimchen
Theodor Duimchen (* 28. März 1853 in Delitzsch; † 5. September 1908 in Berlin) war ein deutscher Schriftsteller.

## Leben
Er wurde geboren in Delitzsch am Markt 11, als Sohn eines Tabakhändlers, während seine Mutter aus einer Seidensiederfamilie stammte. 1869 schloss Duimchen die Realschule mit „genügend“ ab. Entsprechend dem väterlichen Wunsch erlernte er den Kaufmannsberuf, um sodann das Familiengeschäft weiterführen zu können. Duimchen war es möglich, mehrere große Reisen zum Anknüpfen von Geschäftskontakten auf dem Tabaksektor durchzuführen, die ihn offenbar auch in die Karibik, nach Kuba und in die USA führten. Größeres im Sinne, versuchte er nach dem Tod des Vaters 1879 in das stark aufkommende Erdölgeschäft einzusteigen und Petrol aus den USA nach Europa im großen Stil zu verschiffen; dabei ging Duimchen Pleite und musste sogar das elterliche Geschäftshaus in Delitzsch verkaufen. Als Folge dessen verstarb seine Mutter später im Armenhaus. Für diesen Bankrott gab Duimchen dem rücksichtslosen Geschäftsgebaren des Rockefeller-Trusts die Schuld. Diese Erfahrungen verarbeitete er in dem 1903 veröffentlichten Buch „Die Trusts und die Zukunft der Kulturmenschheit“, in welchem er vor der kommenden Weltherrschaft der Trusts warnte, welche die Nationalstaaten verdrängen würden, wenn nicht die Staaten gegen diese rechtzeitig vorgehen würden.
Nach Berlin übersiedelnd begann Duimchen sich literarisch zu betätigen. Er verfasste mehrere Bücher und schrieb in verschiedenen Zeitschriften Beiträge. Dazu gehörte z. B. „Die Gartenlaube“, wo er in den Heften 23, 24, und 25 des Jahres 1895 die Novelle „Blauweiß“ in Fortsetzungen herausbrachte. In: „Die Zukunft“ Nr. 15 – 1896, S. 73 ff., veröffentlichte er die Erzählung „Mittel und Wege“ und ebenso dort, Nr. 16 – 1896, S. 463, „Die Kunst“: Novelle und Skizzen.
In seinen Werken beschäftigte sich Duimchen mit sozialen Problemen, stellte Konflikte zwischen dem zeitgenössischen gegen den traditionellen Kaufmanngeist dar, oder er wies auf die herrschenden Klassenunterschiede, die Liebesbeziehungen belasteten, hin.
Auf Grund von wirtschaftlichen Problemen mit Verlagen, so mit Raubdrucken sowie einer gescheiterten Ehe nach dem Tod eines Kindes, also unglücklichen Finanz- und Familienverhältnissen erschoss sich Theodor Duimchen am 5. September 1908 in seiner Wohnung Eichhornstraße 10 in Berlin.

## Werke
- Mensakultus (Hamburg 1888)
- Jantze Verbrügge (Stuttgart 1888)
- Kopf und Herz (Dresden 1889, 1905)
- Aus altem Hause (Leipzig 1895)
- Freiheit für Cuba (auch: „Cuba insurrecta“) (Berlin 1898)
- Der Strafrechtliche Nothstand (mit: Erich Sello, Berlin 1901)
- Zwischen Belt und Sund (1901)
- Moderne Sittenbilder, Neun Novellen (Berlin 1902)
- Die Trusts und die Zukunft der Kulturmenschheit (Berlin 1903)
- Bruch, Roman (Berlin 1904)
- Die Perle der Antillen (Berlin 1905, 1915)
- La insurrecta, Roman (Berlin 1905, 1906)
- Gesämtliche Werke (1905)
- Monarchen und Mammonarchen (Berlin 1908)